# Huelga a la japonesa
La huelga a la japonesa ou grève à la japonaise est une légende urbaine répandue en Espagne et dans certains pays d'Amérique Latine,.
Selon celle-ci, les employés qui pratiquent la grève à la japonaise travailleraient plus que d'habitude, utilisant cette hausse de la productivité comme moyen de pression. Ainsi, ils provoquerait une augmentation de la production et les prix tomberaient (en raison de la loi de l'offre et de la demande). Les propriétaires d'industrie ne pourraient alors pas écouler leur produit dans un marché saturé, notamment en raison des flux tendus utilisés (méthode du juste-à-temps) et des coûts d'emmagasinage très élevés De plus, continuant à tenir leur poste, ils continueraient à toucher leur salaire, à l'inverse d'une grève conventionnelle. Dans beaucoup de pays, la croyance que les employés japonais sont plus fidèles à leurs entreprises est répandue, ce qui aurait contribué à la propagation de ce mythe.
De fait, ce genre de grève n'a pas lieu au Japon, où sont plus fréquentes les grèves conventionnelles ou les grèves du zèle,.